# Marele bombardament târziu
Marele bombardament târziu (în engleză Late Heavy Bombardment, prescurtat: LHB , iar în franceză Grand bombardement tardif) este o perioadă teoretică a istoriei Sistemului Solar, întinzându-se aproximativ de la 4,1 până la 3,9 miliarde de ani, în timpul căreia s-ar fi produs o notabilă creștere a ciocnirilor meteorilor sau ale cometelor cu planetele telurice. Este cunoscut și sub denumirea Bombardamentul masiv târziu, traducere a denumirii în limba engleză.

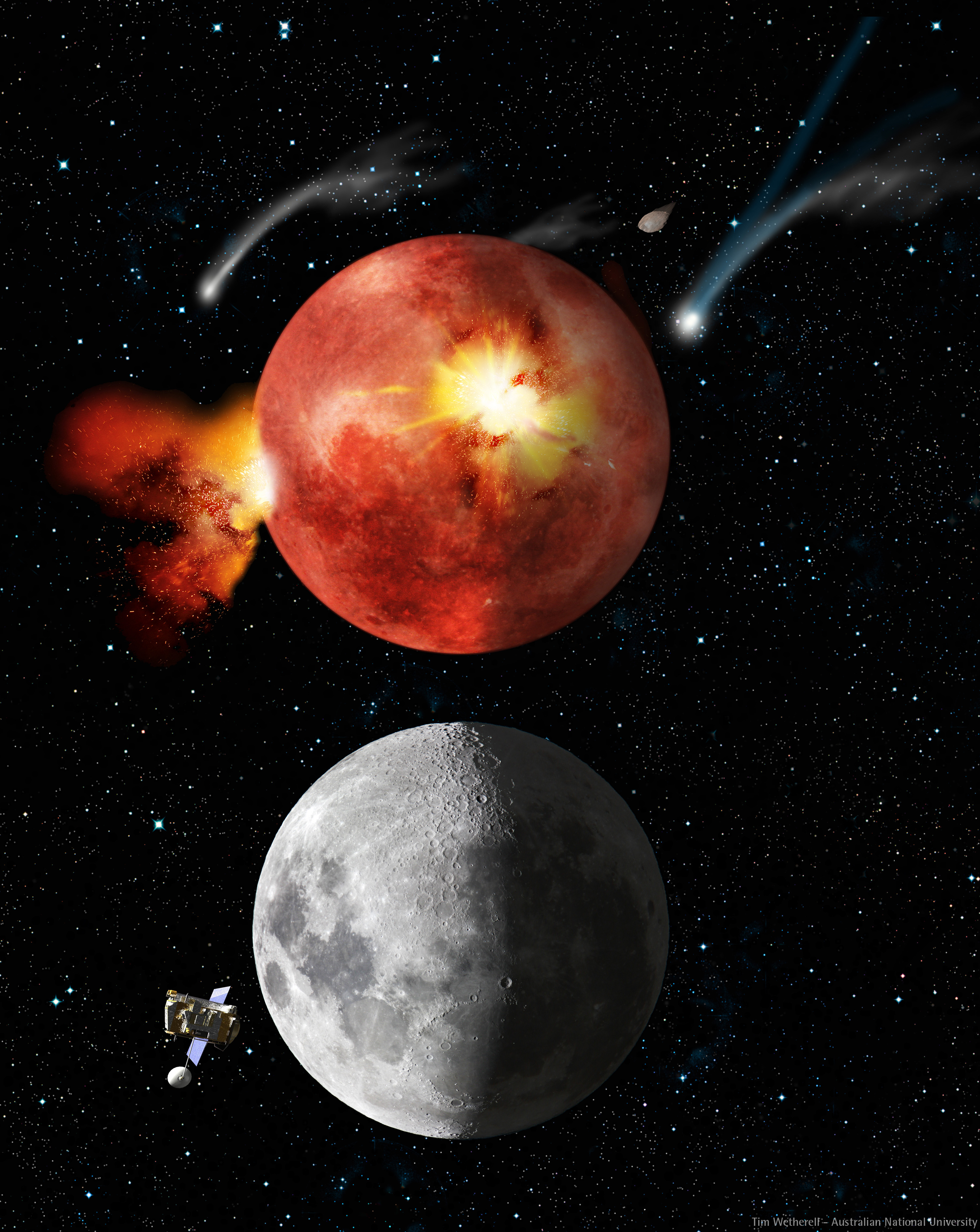
Reprezentare artistică a Lunii în timpul marelui bombardament târziu și astăzi

Existența acestei perioade de mari bombardamente meteorice nu este confirmată, ci este dedusă din datările rocilor lunare aduse de misiunile Programului Apollo, care au atins Luna, și care indică faptul că solurile sale au o vârstă de vreo 4 miliarde de ani, adică cu câteva sute de milioane de ani mai puțin decât Sistemul Solar însuși. Acest rezultat a surprins comunitatea științifică internațională, care credea atunci că perioada de bombardament intens a planetelor de către corpuri de mai mică mărime avusese loc îndeosebi imediat după formarea Sistemului Solar. Existența unui bombardament mai târziu a condus la elaborarea unui scenariu în care un eveniment astronomic notabil a putut provoca o reluare a acestui bombardament pe Lună, și mai larg, pe ansamblul Sistemului Solar intern, mai multe milioane de ani după formarea sa. Modelul de la Nisa, care prezintă un scenariu convingător al formării Sistemului Solar,  explică acest mare bombardament târziu prin migrarea planetelor gigante Jupiter, Saturn, Uranus, Neptun, care ar fi produs diferite rezonanțe, conducând la destabilizarea centurilor de asteroizi existente în acea perioadă.

## Date care sugerează existențamarelui bombardament târziu

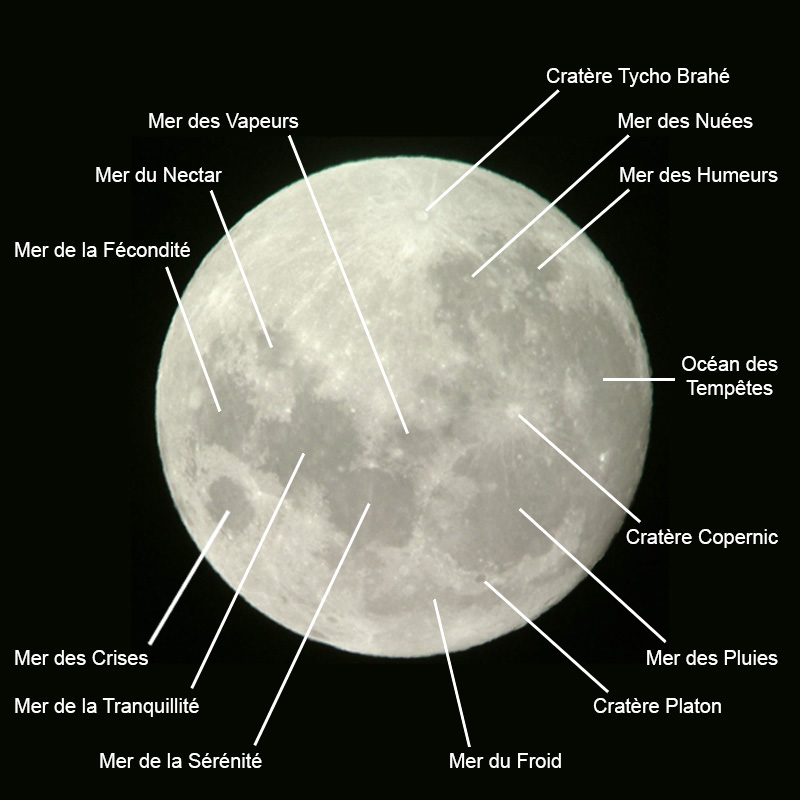
Hartă simplificată a « mărilor » și craterelor așa cum sunt văzute printr-un instrument astronomic.

Siturile de aselenizare ale ultimelor trei misiuni Apollo de a se așeza pe Lună, Apollo 15, Apollo 16 și Apollo 17, au fost alese în apropierea marilor bazine de impact: respectiv Marea Ploilor (Mare Imbrium), Marea Nectarului (Mare Nectaris) și Marea Seninătății (Mare Serenitatis). Datarea eșantioanelor rocilor lunare aduse pe Pământ a scos în evidență că vârsta lor se etala pe un evantai relativ îngust, în jur de 3,8 până la 4,1 miliarde de ani. Ipoteza, sugerată prin aceste observații, a unei abundențe a impacturilor din acea epocă nu a fost acceptată imediat, însă puțin câte puțin sprijinită de datarea meteoriților găsiți pe Pământ și care aveau drept origine Luna, după ce fuseseră expulzați ca urmare a unui impact important. Meteoriții lunari oferă, într-adevăr, oportunitatea de a sonda întreaga suprafață lunară, și nu doar câteva situri de alunizare a misiunilor Apollo. Analiza lor recentă indică faptul că niciunul dintre ei nu este mai vechi de 3,92 de miliarde de ani, cu vârste uneori mai recente, dar concentrând un număr descrescând de meteoriți.
Pe Pământ, dacă urmele acestor impacturi foarte vechi sunt cvasiinexistente din cauza eroziunii, datarea rocilor terestre nu depășește 4 miliarde de ani vechime. Într-o vreme, acest rezultat a fost considerat drept dovadă că Pământul a rămas mult timp în stare lichidă, și nu s-ar fi solidificat la suprafață decât în această epocă. Modelele actuale indică faptul că timpul de solidificare a fost mult mai scurt; rezultatul pe care un calcul precis al fluxurilor radiației emise de suprafața terestră la temperatură înaltă, și al surselor potențiale necesare pentru asigurarea acestei aprovizionări energetice, ar fi trebuit lăsat să fie ghicit. 

Mai mult, s-a stabilit o vârstă de 4,404 miliarde de ani pentru zirconiile din cratonul din Yilgarn, în Australia occidentală, formate în condiții acvatice. Teoria marelui bombardament târziu permite să se explice relativa tinerețe a scoarței terestre, în condițiile unei rate de răcire inițiale mult mai scurte, în Hadean.
Bazinul Caloris de pe Mercur, cât și Bazinul Hellas de pe Marte, care sunt cele mai întinse bazine de impact de pe planetele respective, ar data și ele din această epocă.

## Caracteristici
Marele bombardament târziu așa cum este teoretizat, pare să fi afectat într-un mod global corpurile cerești telurice: Luna, Terra, Marte, Venus, Mercur, cât și 4 Vesta. Durata sa estimată este de la 50 la 150 de milioane de ani, centrați pe 3,9 miliarde de ani. Rata bombardamentelor este estimată la de 20.000 de ori cea actuală observată pe Pământ, ceea ce corespunde, de exemplu, unui impact al unui obiect cu diametrul de peste 1 km la fiecare 20 de ani.

## Cauză / cauze

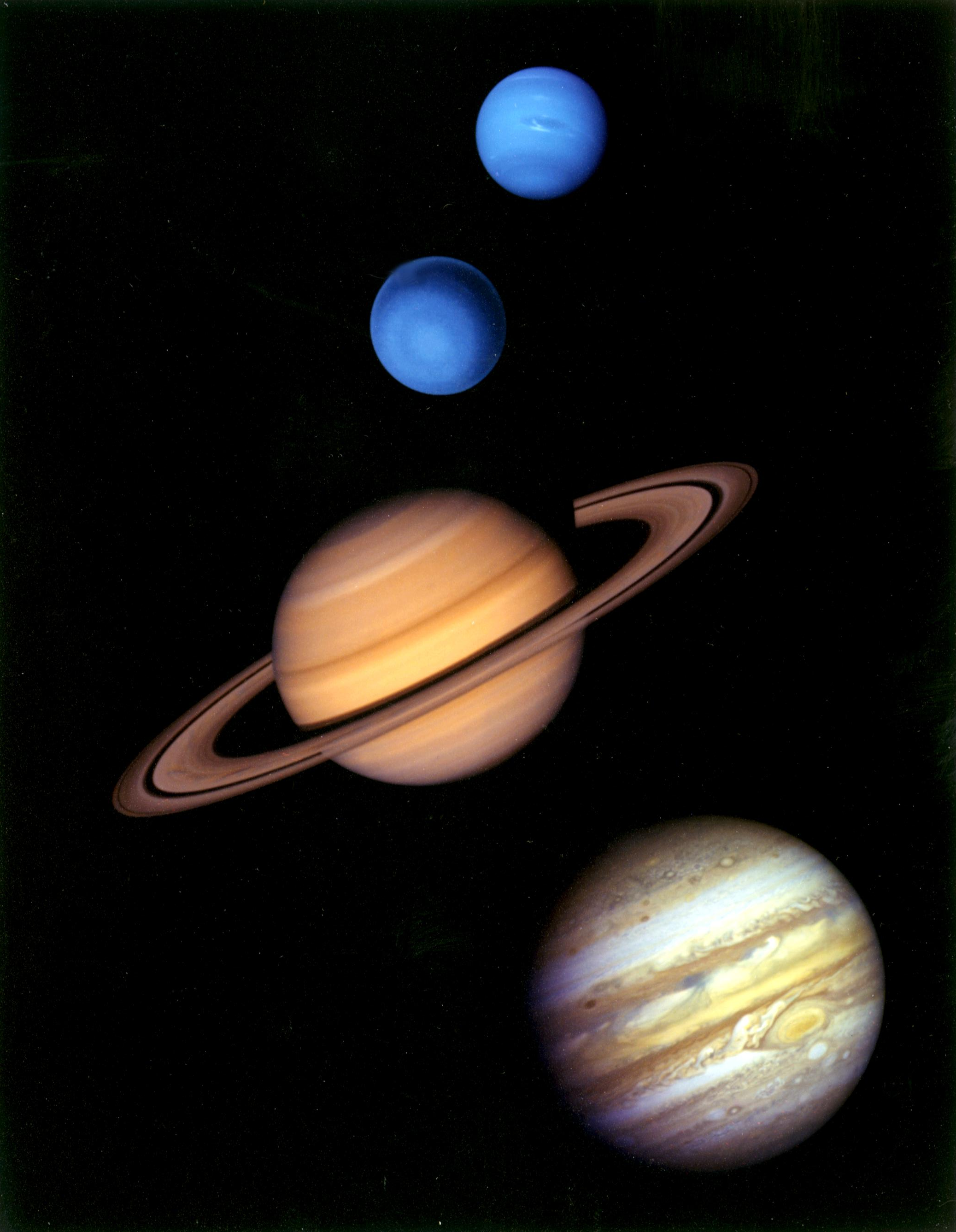
Giganții gazoși. De sus în jos: Neptun, Uranus, Saturn și Jupiter (scara nu este respectată).

Un bombardament cataclismic, târziu în raport cu formarea Sistemului Solar, nu este de luat în considerare decât dacă există un rezervor de mici corpuri rămase stabile timp de 600 de milioane de ani, înainte de a fi destabilizate de un element declanșator. Elementul declanșator ar putea fi o modificare în structura orbitală a planetelor gigante. Actuala centură de asteroizi este posibil prea puțin masivă pentru a explica bombardamentul observat. Un rezervor de mici obiecte, considerabil mai important, pare necesar. Un atare rezervor, ar fi putut exista după formarea planetelor Sistemului Solar, lăsând în regiuni mai externe (dincolo de orbitele lui Uranus și Neptun) o masă importantă (de peste 30 de mase terestre) de obiecte.
Scenariul cel mai reușit pentru explicarea acestui bombardament a fost propus în 2005. Acest scenariu propune ca element declanșator trecerea printr-o rezonanță orbitală 2:1 între Jupiter și Saturn, adică Saturn și-ar fi văzut perioada de revoluție în jurul Soarelui trecând la exact de două ori cea a lui Jupiter. Acest fenomen ar fi la originea unei destabilizări masive a corpurilor cu masă mică din Sistemul Solar exterior, dintre care unele dintre ele ar fi fost dotate atunci cu orbite cu o puternică excentricitate, permițându-le să atingă regiuni interioare ale Sistemului Solar, unde ar fi putut intra în coliziune cu planetele telurice. Această proporție de obiecte rămâne slabă: doar 0,1 %, dar suficientă dat fiind masa inițială a planetezimalelor disponibile.
În acest scenariu, Jupiter și Saturn sunt la plecare relativ aproape de configurația lor actuală, Saturn fiind mai aproape de Soare decât în prezent și Jupiter mai departe, iar Saturn fiind mai îndepărtat de Soare decât Jupiter. În acel moment, raportul perioadelor de revoluție ale celor două planete era ușor inferior lui 2. Uranus și Neptun sunt și ele mai aproape de Soare decât astăzi, Neptun fiind chiar mai aproape decât Uranus (distanța de 12 și 14 unități astronomice respectiv). Faza inițială de formare a planetelor gigante a curățat Sistemul Solar interior de rămășițele (planetezimalele) care se găseau inițial acolo. Nu subzistă decât un disc destul de masiv (între 30 și 50 de mase terestre) dincolo de orbitele planetelor Uranus și Neptun.

## Desfășurarea scenariului
Atâta timp cât Jupiter și Saturn nu sunt în rezonanță orbitală, configurația este într-o stare relativ staționară. În momentul trecerii în rezonanță 2:1 a lui Saturn, acesta a primit o excentricitate orbitală importantă, permițându-i să atingă la afeliul orbitei sale regiuni îndepărtate ale Sistemului Solar. Devine susceptibil să interacționeze cu Uranus și Neptun, care se găsesc foarte perturbați. Îndeosebi Neptun cunoaște o foarte bruscă variație a razei sale orbitale (variație explicată prin Modelul de la Nisa), aceasta nu numai că s-a dublat, dar a devenit mai mare decât a lui Uranus, care crește și ea. Această creștere a razei orbitale a lui Neptun perturbează foarte puternic discul exterior de planetesimale, din care o parte este expulzată din Sistemul Solar, o a doua parte migrează spre regiuni exterioare, dând naștere Centurii Kuiper, iar o ultimă mică parte migrează spre regiunile interioare.O parte din aceasta ultimă va intra în coliziune cu planetele telurice, provocând marele bombardament târziu. Planetesimalele expulzate formează de departe populația cea mai importantă: 99% din masa totală.

## Elemente coerente cu această teorie

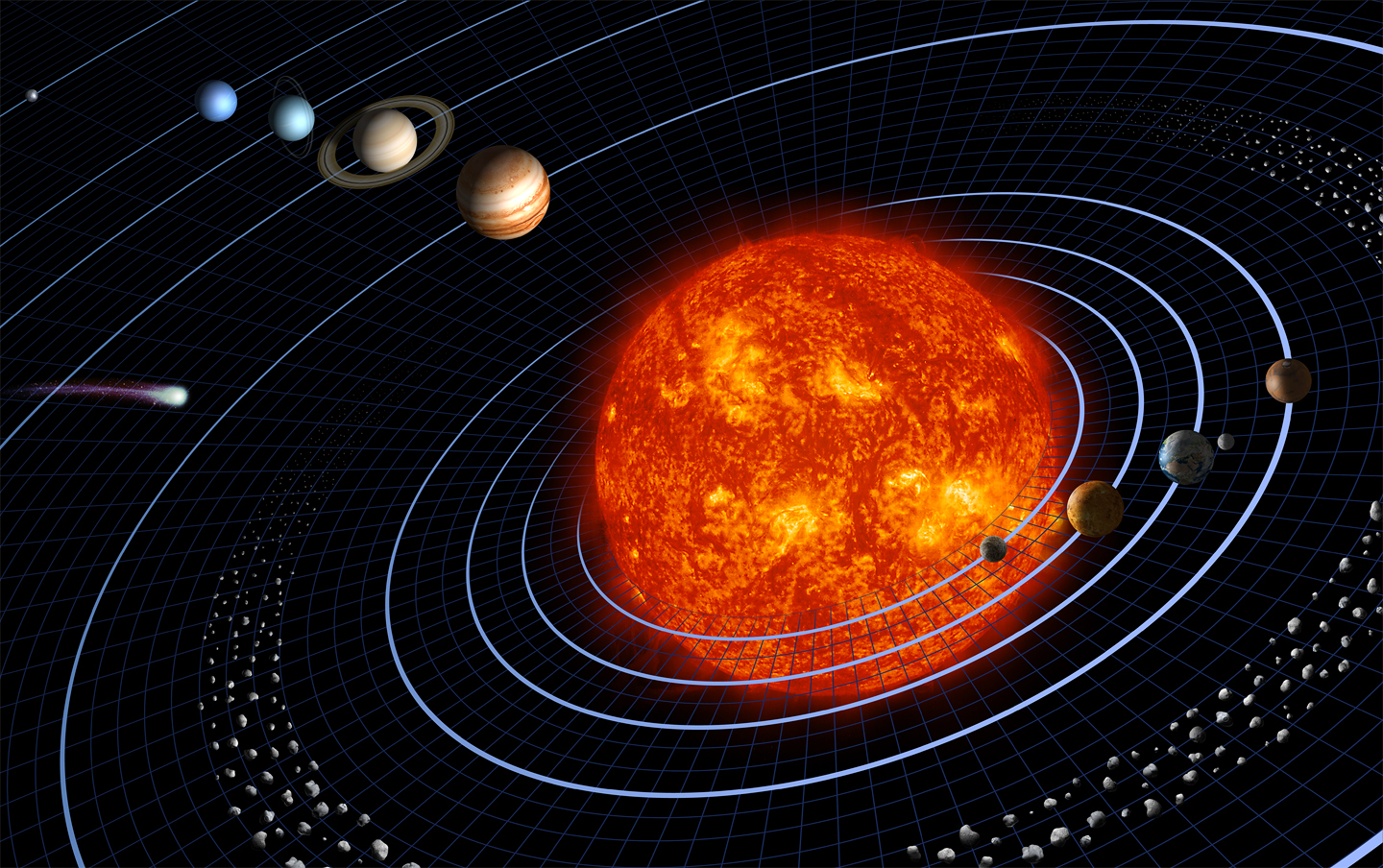
Montaj care prezintă componentele principale ale Sistemului Solar (scara nu este respectată), de la stânga la dreapta: Pluto, Neptun, Uranus, Saturn, Jupiter, centura de asteroizi, Soarele, Mercur, Venus, Terra și Luna sa, și Marte. O cometă este și ea reprezentată în partea stângă.

În afară de capacitatea sa de a explica formarea scoarțelor terestră și lunară cu 600 de milioane de ani mai recent decât formarea Sistemului Solar, scenariul marelui bombardament târziu explică un număr de caracteristici ale Sistemului Solar:
- Unele planetesimale sunt capturate pe orbita lui Jupiter, în punctele Lagrange L4 și L5 (adică de-a lungul orbitei lui Jupiter, dar cu 60° în avansul sau în urma planetei), dând naștere asteroizilor troieni. Scenariul ține cont de modul satisfăcător al abundenței statisticilor orbitale ale acestor populații.
- Unii dintre acești asteroizi troieni au densitatea cunoscută, deoarece ei posedă un companion pe orbită (este cazul lui 617 Patrocle). Proprietățile unor asemenea sisteme nu corespund celor din centura principală, ci obiectelor din Centura Kuiper, sugerând o origine comună.
- Diferitele caracteristici ale centurii asteroizilor par să poată fi reproduse, ca statistici orbitale ale părții populației principale în rezonanță orbitală 3:2 cu Jupiter.
- Masa Centurii Kuiper, de doar 1,1 din masa terestră, este considerabil mai mică decât masa discului transneptunian inițial, conform scenariului care prezice că peste 99% din masa acesteia a fost expulzată. Incidental, acest lucru indică faptul că numărul obiectelor de masă comparabilă cu 134340 Pluto era la origine foarte mare, atingând poate 1000 de unități.